# Hiroshige II
Hiroshige II  (二代目 歌川広重?, Ni-daime Utagawa Hiroshige), pseudonimo di Suzuki Chinpei (鈴木鎮平?; 1826 – 17 settembre 1869), è stato un pittore e incisore giapponese. 

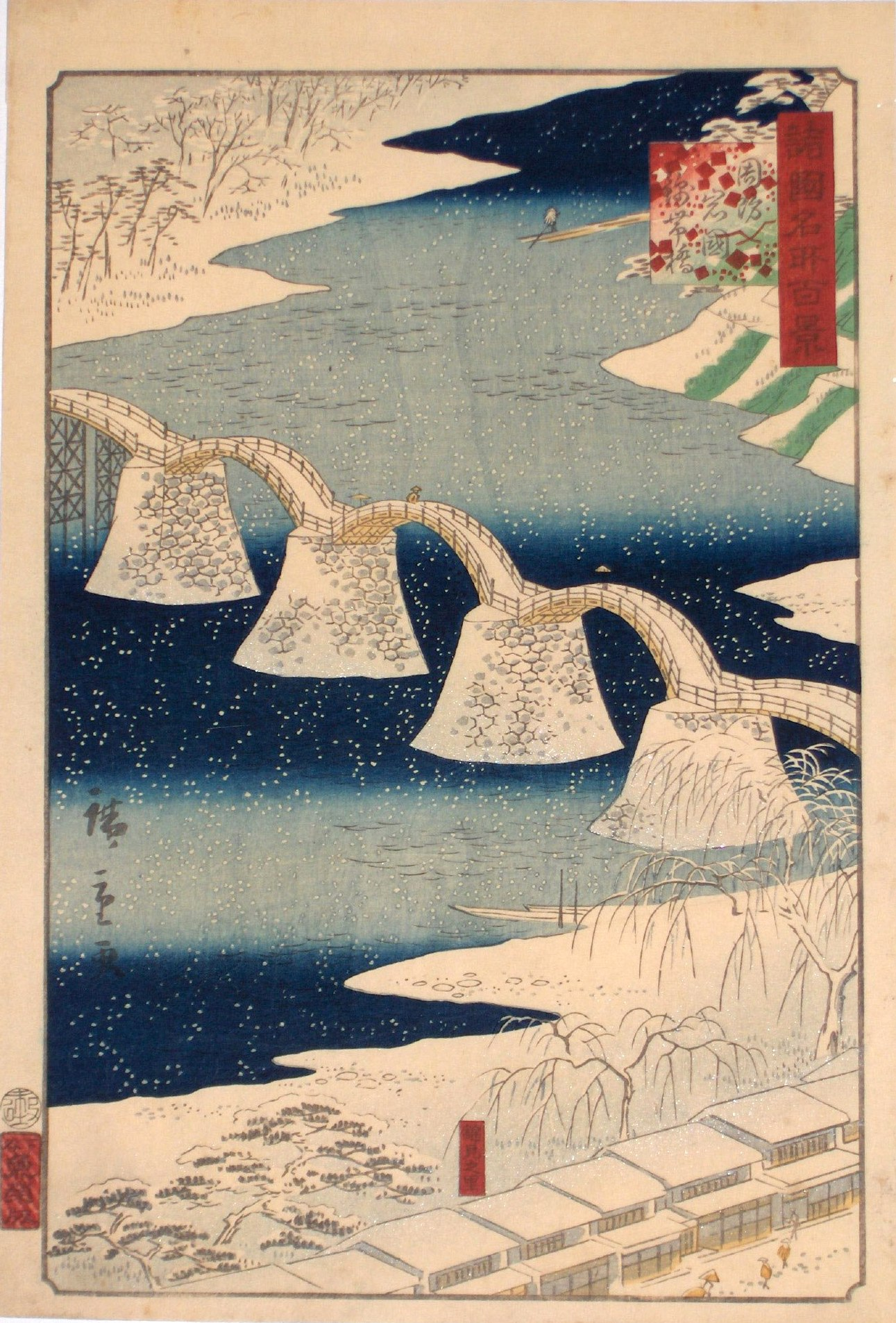
Suō Iwakuni, xilografia, 1859, dalla serie Cento vedute del Giappone.

Esperto nell'arte ukiyo-e, ereditò il nome Hiroshige II in seguito alla morte nel 1858 del suo maestro Hiroshige, di cui aveva sposato la figlia. Nel 1865 si trasferì da Edo a Yokohama dopo aver annullato il matrimonio e iniziò ad usare il nome Kisai Risshō (喜斎立祥? pronunciato anche Ryūshō). La sua opera somiglia tanto a quella del maestro che gli studiosi le hanno spesso confuse tra di loro.

## Biografia

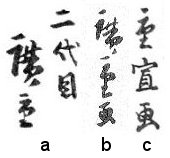
Le firme di Hiroshige II - a) nidaime Hiroshige, b) Hiroshige ga, e c) Shigenobu ga.

Nato  Suzuki Chinpei (鈴木鎮平?) in 1826, si dice che fosse figlio di un vigile del fuoco, come il suo maestro Hiroshige, di cui divenne apprendista sotto il nome di Shigenobu a un'età sconosciuta. La sua prima opera furono le illustrazioni di una serie intitolata Ventiquattro paragoni di Giappone e Cina, nel 1849.
Hiroshige II produsse un gran numero di opere su commissione negli anni 1850, firmandosi spesso come Ichiryūsai mon ("allievo di Ichiryūsai", uno pseudonimo di Hiroshige I), e dal 1853 circa fino al 1858 soltanto come Ichiryūsai.  Nel 1858, sposò Otatsu, figlia di Hiroshige, e dopo la morte del maestro ne ereditò il nome e i titoli Ichiryūsai and Ryūsai.
Dopo l'annullamento del matrimonio e il trasloco a Yokohama nel 1865, l'artista produsse una serie di stampe in collaborazione con Kunisada, che aveva in passato lavorato con Hiroshige I. Nei suoi ultimi anni di vita si dedicò principalmente alla decorazione di opere intese per l'esportazione, come scatole del tè, aquiloni, lanterne. Il 17 settembre 1869 morì all'età di 44 anni.
Un altro di Hiroshige I, Shigemasa, sposò più tardi la figlia del maestro, Otatsu, e cominciò pertanto a usare il nome Hiroshige; questo artista è oggi conosciuto come Hiroshige III. E sebbene oggi non venga considerato un grande artista, era invece un artista popolare, classificato nel “Kokoku shoga mekia ichiran” tra i primi cinque insieme a Kunichika, Gekko, Yoshitoshi e Kobayashi.

## Galleria d'immagini

Cento vedute del Giappone
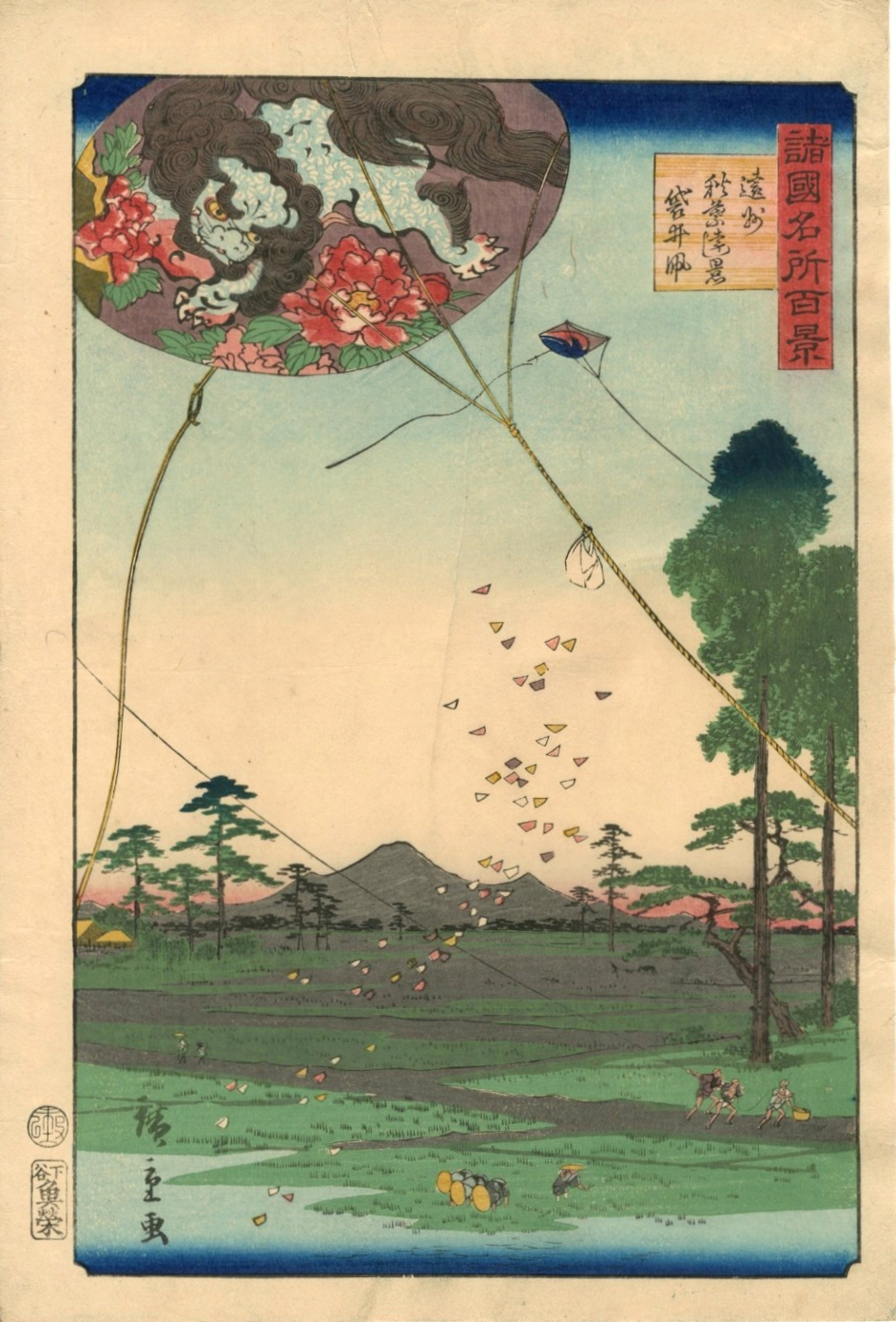
Enshū Akiha Enkei Fukuroi Tako, 1859.
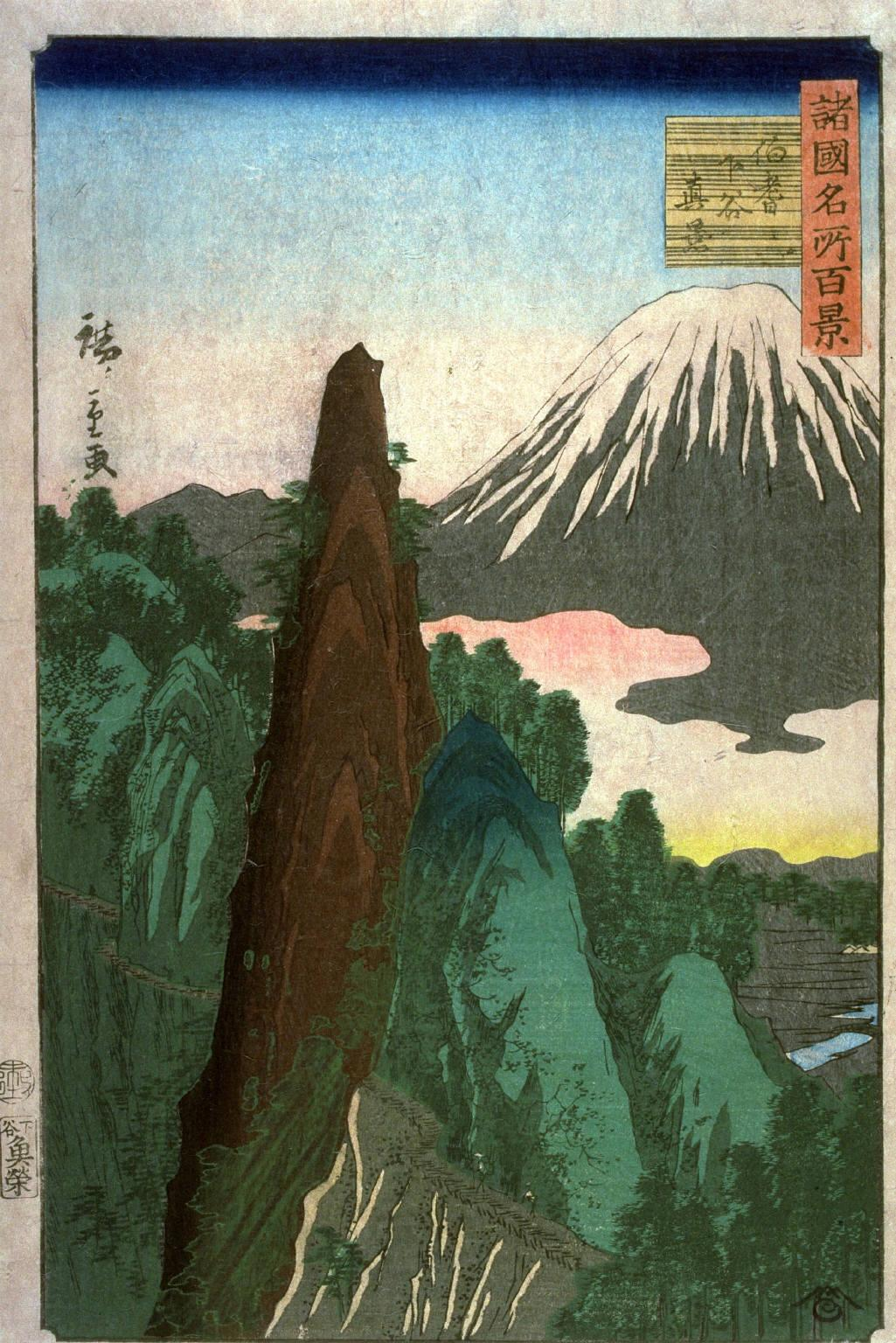
Hōki Shimodani, 1859.
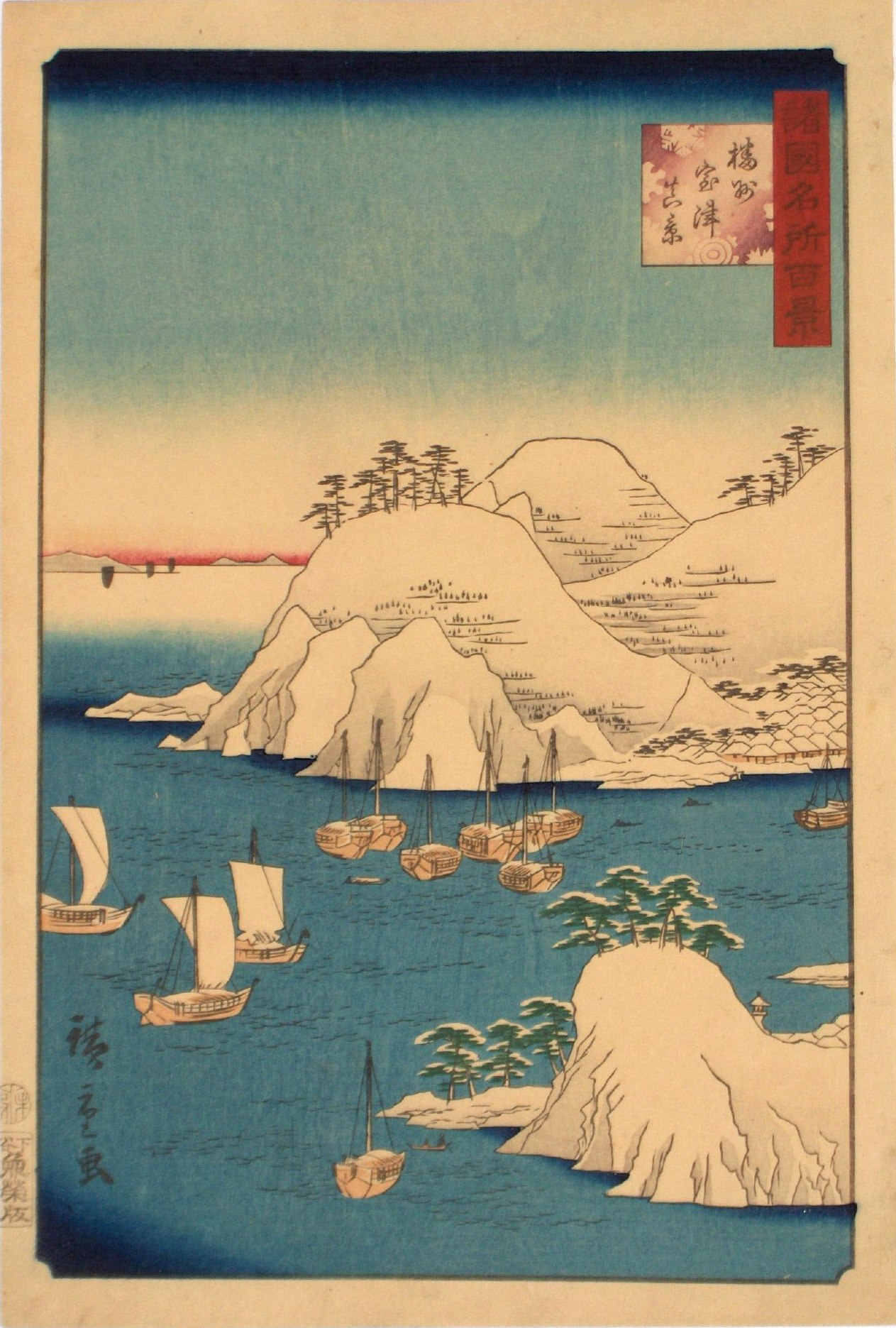
Banshū Murotsu, 1859.
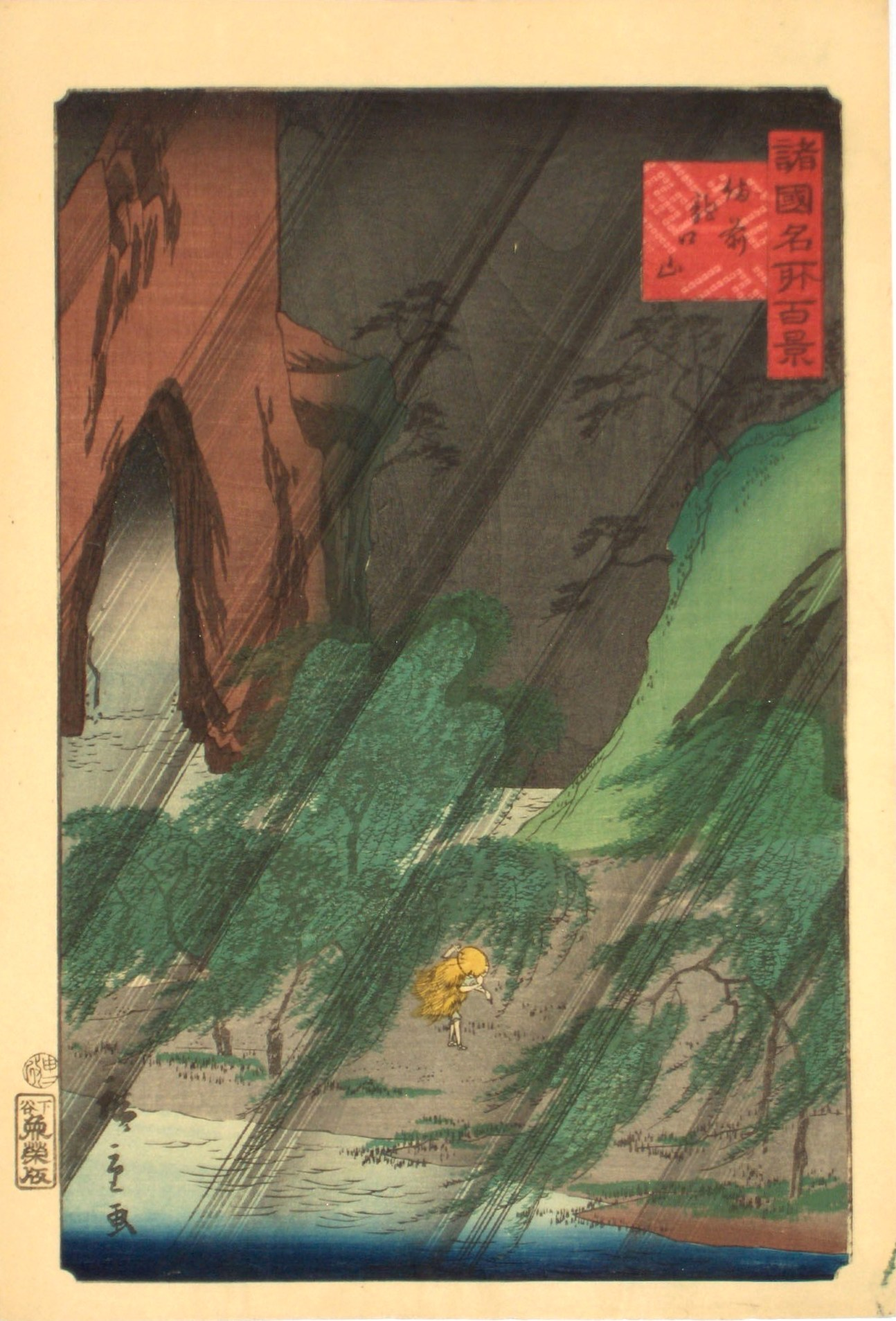
Bizen Tatsunokuchiyama, 1860.
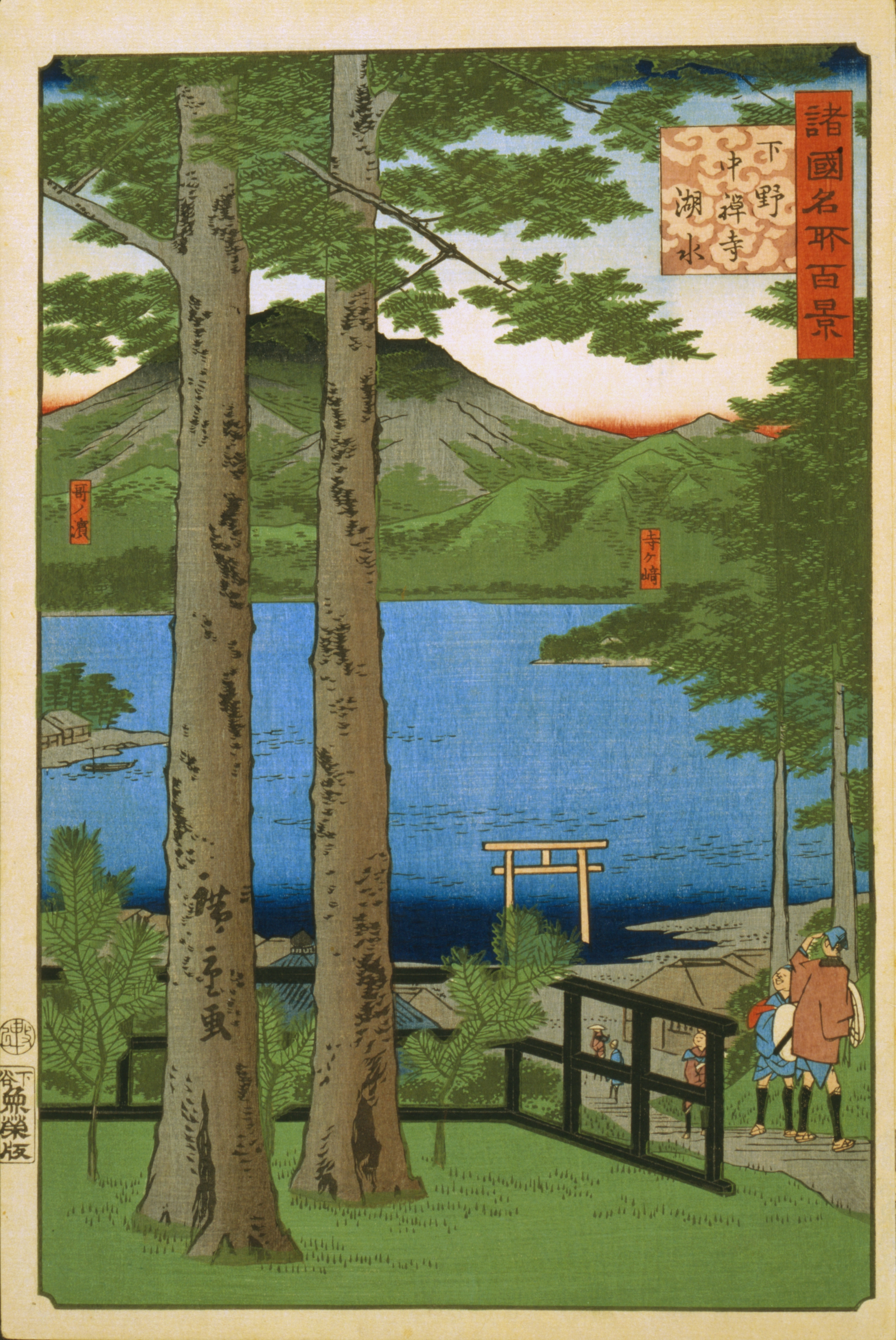
Il lago Chūzenji nella provincia di Shimozuke, 1860.
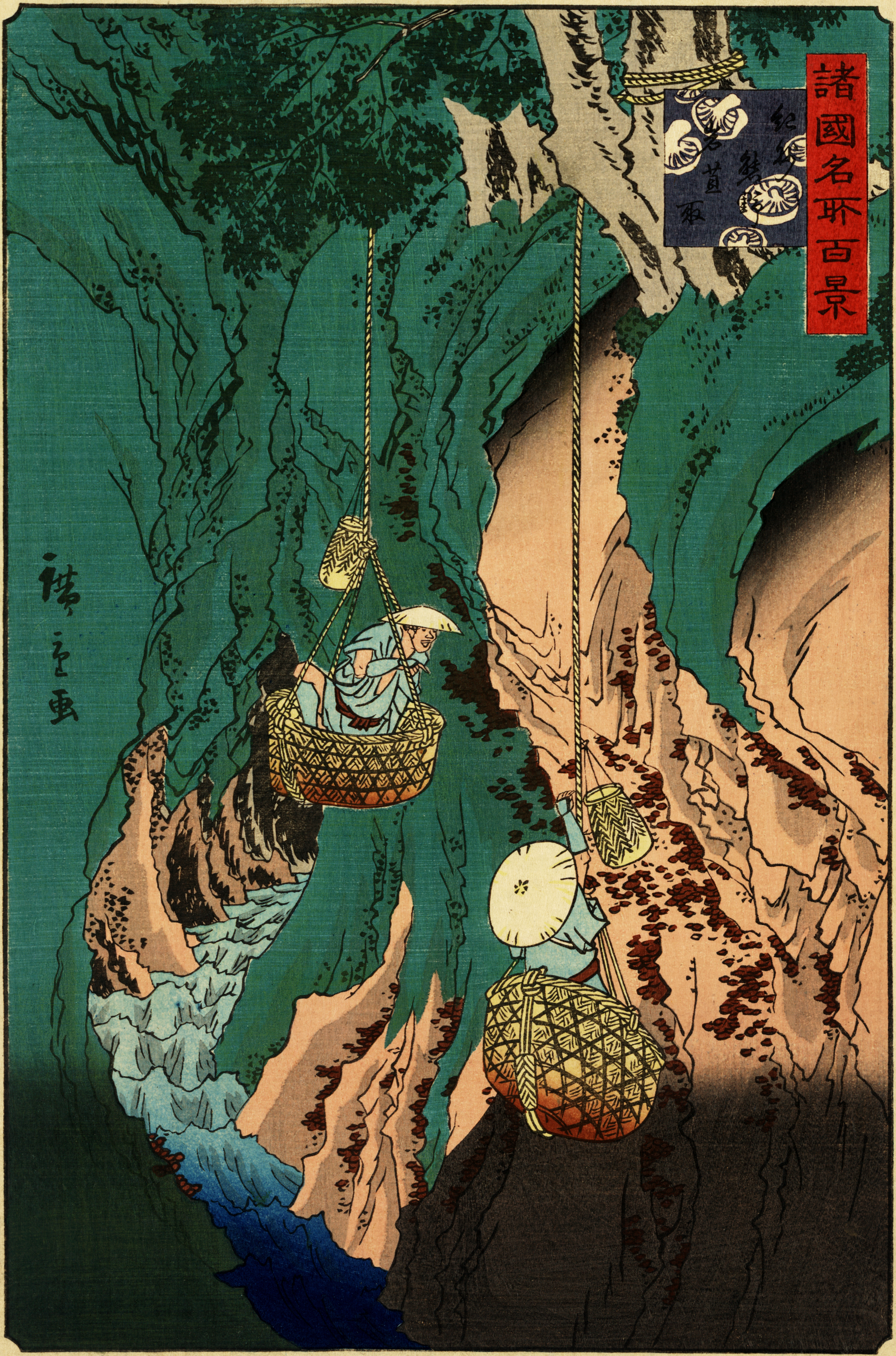
Raccolta dei funghi a Kumano presso Kishū, 1860.

Altre opere di Hiroshige II
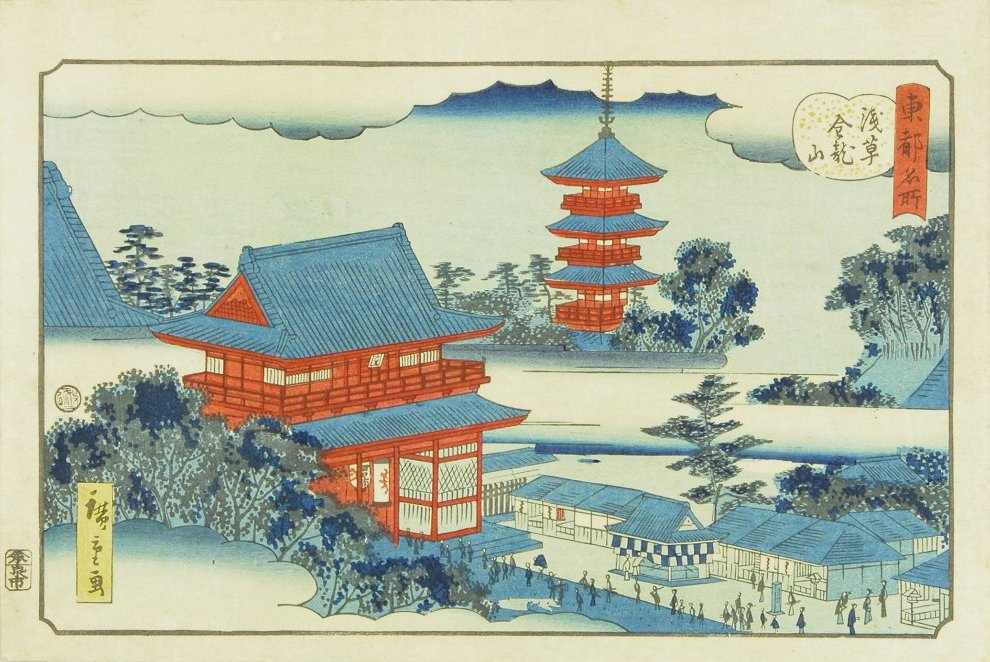
Il tempio Kinryuzanin ad Asakusa dalla serie Luoghi celebri della Capitale Orientale, metà del XIX secolo.
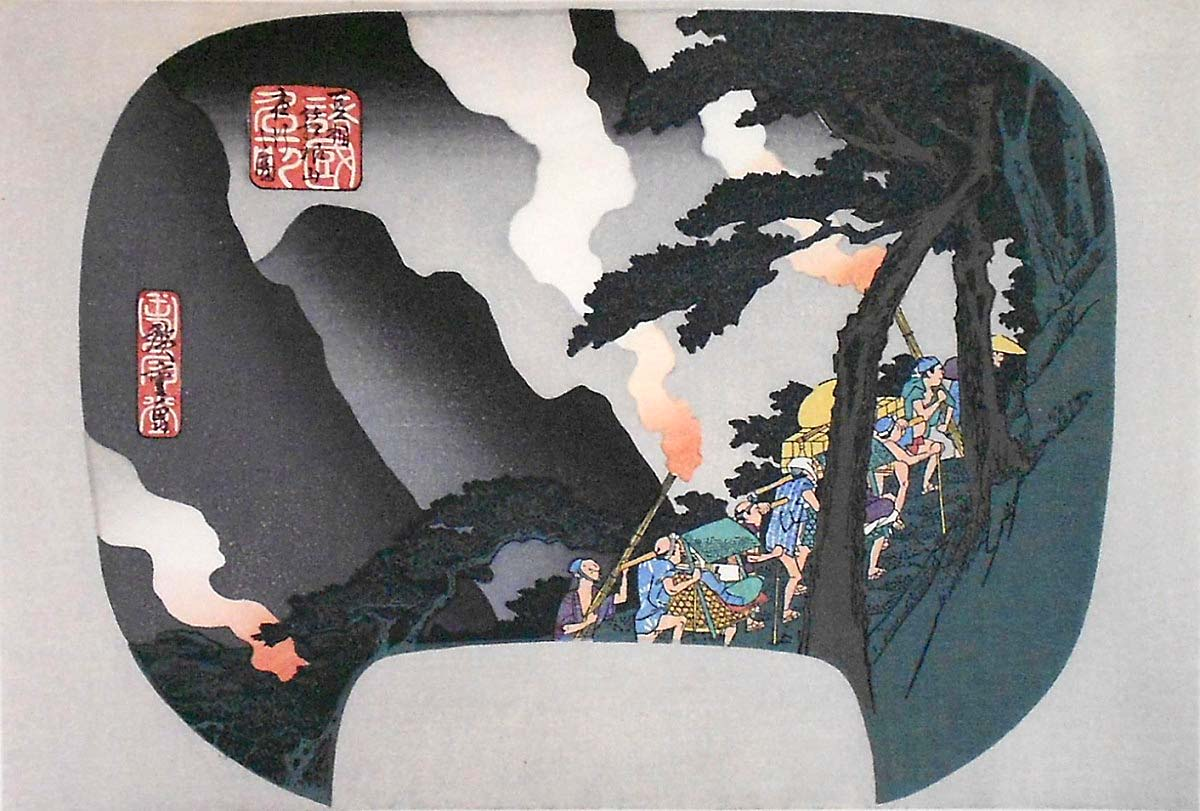
Passaggio attraverso Hakone dalla serie Luoghi celebri in varie province, anni 1850.
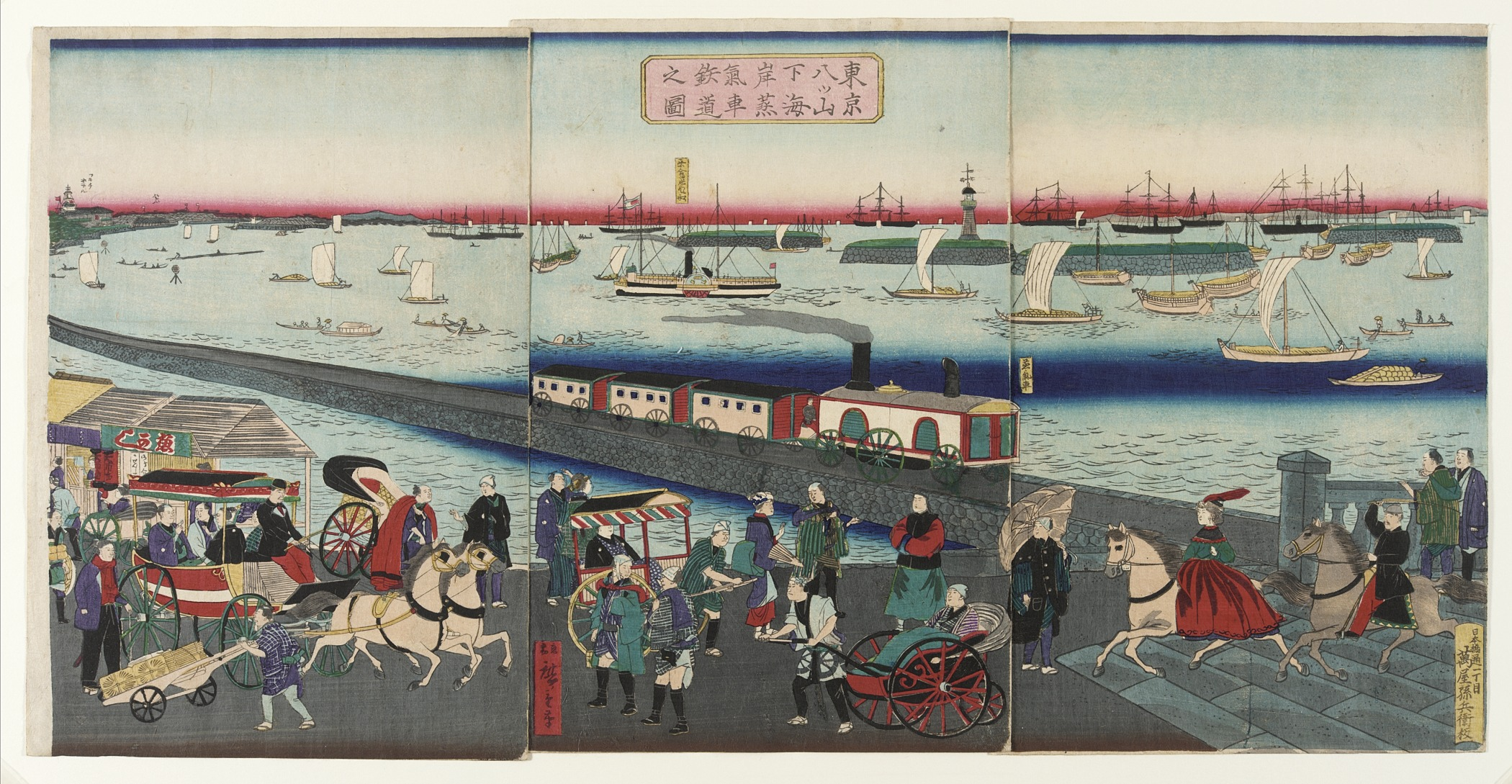
Ferrovia a Yatsuyama, anni 1860.
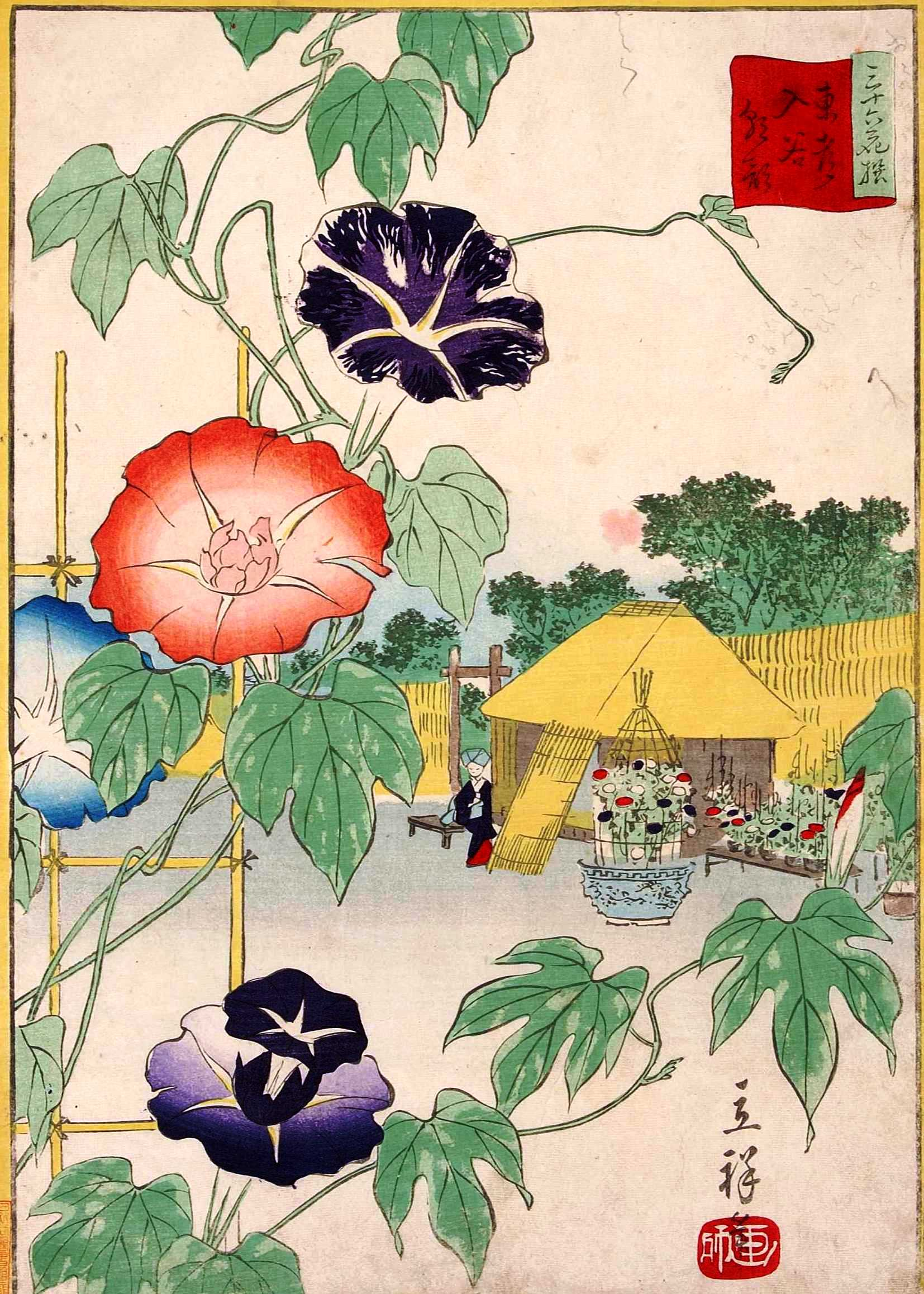
Ipomoea nil a Iriya, nella Capitale Orientale dalle Trentasei scene floreali scelte, 1866.